# Le voyage dans la lune (album)
Le voyage dans la lune je šesté studiové album francouzského dua Air. Vydáno bylo 6. února roku 2012 společností Virgin Records. Album bylo inspirováno stejnojmenným filmem (v češtině známým jako Cesta na Měsíc) filmaře Georgese Mélièse, a původně vzniklo jako soundtrack pro restaurovanou verzi snímku. Deska se umístila na 57. příčce hitparády Billboard 200.

## Seznam skladeb
1. Astronomic Club – 3:12
2. Seven Stars – 4:22
3. Retour sur terre – 0:45
4. Parade – 2:31
5. Moon Fever – 3:50
6. Sonic Armada – 5:06
7. Who Am I Now? – 3:03
8. Décollage – 1:39
9. Cosmic Trip – 4:10
10. Homme lune – 0:27
11. Lava – 3:03

## Obsazení
- Jean-Benoît Dunckel – zpěv, mellotron, elektrické piano, klavír, syntezátor, varhany, vibrafon, bicí
- Nicolas Godin – kytara, cembalo, syntezátor, tympány, baskytara, zpěv, klavír, mellotron, elektrický sitár, perkuse, bicí, banjo, elektrická kytara
- Au Revoir Simone – zpěv
- Victoria Legrand – zpěv
- Vincent Taeger – bicí
- Alex Thomas – bicí
- Isabelle Vuarnesson – violoncello